# Tuxenia brevis
Tuxenia brevis är en kvalsterart som beskrevs av Covarrubias 1967. Tuxenia brevis ingår i släktet Tuxenia och familjen Protoribatidae. Inga underarter finns listade i Catalogue of Life.